# دانيال إي. فريمان
دانيال إي. فريمان (بالإنجليزية: Daniel E. Freeman)‏ هو عالم موسيقى وكاتب أمريكي، ولد في 27 أبريل 1959 في إيفرت في الولايات المتحدة.

## وصلات خارجية
- دانيال إي. فريمان على موقع IMDb (الإنجليزية)